# Eggberge
Eggberge (oder Eggbergen) ist ein Weiler der Gemeinde Altdorf im Schweizer Kanton Uri. Er liegt in den Schwyzer Alpen zwischen 1427 und 1688 m ü. M.
Eggberge liegt über Altdorf auf einer gegen Südwesten gerichteten Geländeterrasse unterhalb von Rophaien (2077 m ü. M.) und Schön Chulm (2018 m ü. M.) am Eingang zum Schächental. Die Luftseilbahn Flüelen-Eggberge, deren Talstation sich allerdings am Nordrand der Gemeinde Altdorf und nicht in Flüelen befindet, verbindet den Weiler mit dem Kantonshauptort.
Der Weiler Eggberge, der eine eigene Kapelle besitzt, ist Startort für die Wanderung auf dem Wildheupfad [587] nach Oberaxen sowie Zielort auf dem Höhenweg Schächental [595] vom Klausenpass.

## Nachweise
1. ↑  Lage und Höhen gemäss «geo admin.ch».
2. ↑  Lage und Höhe bei «ortsnamen.ch».
3. ↑  Der Wildheupfad (Seite nicht mehr abrufbar, festgestellt im Oktober 2022. Suche in Webarchiven)  Info: Der Link wurde automatisch als defekt markiert. Bitte prüfe den Link gemäß Anleitung und entferne dann diesen Hinweis. bei «SchweizMobil».
4. ↑  Der Höhenweg Schächental (Seite nicht mehr abrufbar, festgestellt im Oktober 2022. Suche in Webarchiven)  Info: Der Link wurde automatisch als defekt markiert. Bitte prüfe den Link gemäß Anleitung und entferne dann diesen Hinweis. bei «SchweizMobil».